# Lianchengquan
Lianchengquan (连城拳, pugilato di Liancheng) è uno stile di arti marziali cinesi, classificabile come Nanquan. È anche chiamato Liancheng Shaolinquan (连城少林拳) oppure Shaolin Dumenquan (少林独门拳).
Sarebbe l'unione di Nantian Huangjiaquan (南田黄家拳) e Yangdi Wujiaquan (洋地巫家拳). Negli anni immediatamente successivi alla fondazione della Repubblica Cinese questo stile si diffuse il Malaysia, a Singapore ed in Thailandia. 
Secondo la sua leggenda di fondazione, nel 989 un uomo della famiglia Huang (terza generazione della famiglia) che lavorava in un servizio di scorta studiò a Shaolin, sul Songshan in Henan, da tre eminenti monaci che di cognome facevano Cai (蔡), Dong (董), Sun (孙). Egli era originario del villaggio Getiancun (隔田村), nella contea di Liancheng (连城), e ritornato al proprio paese vi trasmise il proprio pugilato. Sempre secondo il mito nel 1660 il maestro Huang Sihuan (黄思焕) si recò in Zhejiang dove conobbe Huang Baijia e Wang Zhengnan. Essi scambiarono conoscenze e tecniche e diedero vita al Nan Tian Huangjiaquan. Huang Sihuan, era pronipote di tredicesima generazione di quel Huang che era andato a Shaolin, sintetizzo l'essenza dei pugilati Shaolin del Nord e del Sud creando il Lianchengquan. Queste le forme: Laohu Shenyao (老虎伸腰, la vecchia tigre si stira), Lao Huaquan (老花拳, Vecchio Pugilato del Fiore), Xin Huaquan (新花拳, Nuovo Pugilato del Fiore), Kunmaquan (捆马拳, pugilato del cavallo legato), Simenquan (四门拳, pugilato delle quattro porte), ecc.